# Сондажен кораб
Сондажните кораби се използват за пробиване на нефтени и газови кладенци. Те са богато оборудвани с различни съоръжения, пробивни апарати и хеликоптерна площадка.

## Характеристики
Обикновено сондажните кораби работят на дълбочина от 600 до 3000 метра. Те се използват най-често за проучване на нови петролни или газови кладенци или пробиване с научна цел. Сондажните кораби са мобилни и за това се различават от другите сондажни съоръжения, като полупотопяемите платформи които също могат да сондират различни находища. На последните обаче е нужен транспортиращ кораб за да се преместват от едно място на друго. Недостатъкът на сондажните кораби е, че те са много нестабилни при лошо време и съоръженията, които се намират на стотици метри под водата са уязвими ако корабът се разклати. В плитки води корабът пуска котви, като техният брой може да достигне и двадесет. За по-дълбоки води има специални системи за позициониране (DP systems), които разчитат на няколко тласкащи устройства, разположени в различни части на кораба. Те се активират от бордовия компютър, който от своя страна следи ветровете и вълните, за да коригира тласкащите устройства, и да се запази позицията на кораба.